# Motor Cléon-Fonte
El motor Cléon-Fonte, también conocido como "motor Sierra" , o bajo el código "bloque C" o "motor C" (C para Cléon) es un motor de gasolina de automóviles desarrollado y fabricado por Renault a comienzos de los años 1960 que fue presentado en el Salón de Ginebra de 1962 con el Renault Florida S y el Renault 8. Este motor de cuatro tiempos tiene 4 cilindros en línea, bloque de fundición, refrigerado por líquido, un cigüeñal de cinco apoyos, árbol de levas lateral (con varillas y balancines), arrastrado por cadena, con una culata de aleación ligera, y 8 válvulas en cabeza. Este motor se caracteriza por su resistencia y durabilidad.

## Historia[1]
Creado en 1962, este cuatro cilindros ha tenido multitud de los modelos a lo largo de los años desde los de 956 a los 1565 cm³. del Florida hasta el Twingo, el Renault 11 Turbo y el Renault 5 Turbo 2.
El destino de este notable mecanismo aún presente en el Twingo era volver a aparecer en el mercado en 1993, treinta años después de su presentación a la prensa especializada en Ginebra en 1962. En ese momento, se alababa el moderno diseño del motor "Sierra", y que posteriormente fue rebautizado como "Cleón-Fonte", por el nombre de la fábrica Renault donde se fabricó por primera vez.
Las adaptaciones técnicas han permitido la producción de este motor en muchas cilindradas, con carburador de cuerpo simple y doble o con inyección, así como con  turbo o sin él. El "Cléon-Fonte" se acopló a cajas de cuatro marchas y luego a cinco, en función de sus aplicaciones y los progresos de la industria del automóvil.
Se ha acoplado de una forma u otra a una impresionante lista de modelos de la marca del rombo, colocado en posición trasera, central o delantera: Florida, Caravelle, Alpine A110, R4, R5,  Le Car, Supercinco, R6, R7 (Siete), R8/R10 , R9/R11, Alliance/Encore, R12, R15, R18, R19, R21, Estafette Traffic 1, Express (Rapid / Extra), Fuego, Twingo, Clio 1, además de la gama Dacia desde 1971. Es a partir de este año, que se extiende la producción del motor "C" de Renault a la planta de su socio rumano en Pitesti. Finalmente, este cuatro cilindros estaba en más de un vehículo derivado del antiguo R12: Pick Up 1.6i, Drop Side 1.6i, Double Carb 1.6i, con tracción y propulsión 4x4.
El lunes 29 de noviembre 2004, Dacia produjo el último motor "C" de la historia. Fue motor 1.6i de 68 CV (50,0 kilovatios) que llevaba el número de serie 2527155.
El final de la producción del motor "C", cuatro meses después de la de la Berlina (ex R12), permitió a la gama Dacia evolucionar para adaptarse a la normativa rumana de emisiones de su proyecto de adhesión a la Unión Europea. Dacia continuaría fabricando los componentes del bloque "Cléon" a los efectos de dar servicio post-venta, en Rumanía y en el extranjero.
En total se produjeron más de 27 millones de unidades "Cléon-Fonte" para Renault y Dacia desde su lanzamiento. De los cuales 15 millones se fabricaron en Francia. Este motor también se montó en Portugal, España, Turquía, Colombia y Argentina.
En Francia, este motor terminó su carrera en diciembre de 1996 en el Twingo, Clio y la Express con el código C3G de 1239 cm³, y el Super 5 "Bye Bye" con C3J y 1390 cm³ al mismo tiempo que se paró la producción del Super 5.
Este motor de cuatro cilindros ha alcanzado el estatus de clásico en el corazón de los coleccionistas. En todo el mundo, sobrevive bajo el capó de miles de Renault antiguos cuidadosamente conservados. En total, este motor ha tenido una larga trayectoria de casi medio siglo.

## Un motor legendario
No menos de 27.277.306 motores fabricados en 42 años. Récord, al menos en Europa, ya que algunos V8 americanos lo han superado. Más allá de esto, la gran hazaña del motor Renault es ser capaz de montarse en una gran cantidad de coches muy diferentes, montados en todas las posiciones imaginables: en la parte trasera, delantera, cantilever o central, motor delantero longitudinal o transversal e incluso propulsando el Daf 55 / Daf 66 y con variador en el Volvo 340.

### Motor Sierra
Todo comenzó a finales de 1950, cuando las oficinas de ingeniería Renault, dirigido por el ingeniero Fernand Picard, decidió desarrollar para el futuro Renault 8 un grupo más moderno que el "motor Billancourt" 845 cm³ del Dauphine. El ingeniero René Vuaillat desarrolla un pequeño motor de 4 cilindros de diseño completamente nuevo, que se desarrollaría en 956 cm³ y 1108 cm³ de hierro fundido, cubierto con una culata de aluminio, este grupo se caracteriza por su árbol de levas colocado en el bloque y en especial sus cinco cojinetes del cigüeñal. Desde la primera prueba, se mostró flexibilidad de buena calidad y sobre todo más potencia que los Billancourt 845 cm³ cuyo diseño se remonta a 1944. Fue bautizado "Sierra", porque en ese momento la Regie, no llamaba todavía los motores por una letra, sino por su nombre. Fue más tarde cuando tomó el nombre de "Cléon", donde se hizo, que se adjuntara la palabra "Fonte" para distinguirlo del bloque de aluminio Renault 16, finalmente, "motor C".
Hizo su debut oficial en el Salón de Ginebra en 1962 metido en un Renault Floride S en sustitución del 845 cm³ de 40 CV (29 kilovatios) del Dauphine/Gordini. El 956 cm³ entregó una docena de caballos, 51 CV (38 kilovatios) SAE, equipando meses más tarde, el nuevo sedán R8. Mientras tanto, la posición trasera central, hizo su debut en la pista, incluyendo las 24 Horas de Le Mans en el Djet de René Bonnet, en el equipo oficial de la Regie.
Amédée Gordini, responsable de preparar y afinar una culata hemiesférica con 2 ejes de levas en cabeza, que permiten 85 HP (63 kilovatios)-90 HP (67 kilovatios) en 1000 cm³, a diferencia de los 70 de la versión 700. Hasta 1963, la competencia Djet reveló algunas deficiencias en la rigidez del bloque, que llevan a algunos a romper las juntas de culata, por ello se solicita a Renault que se rigidifique un poco el bloque.
En 1963 aparece el motor de 1108 cm³, cilindrada que mejor se adapta al Estafette donde se instaló por primera vez bajo una puerta en voladizo. Luego vino el Renault Florida, que se le reprocha un rendimiento demasiado tímido, que recibió bajo la cubierta posterior antes de llevar a mediados de 1964 el lujoso R8 Major aún es criticado. Jugando con un aumento de 70 mm (2,76 pulgadas) de diámetro la cilindrada 1108 cm³ ofrece una mayor flexibilidad se logró mediante la creación de diferentes distancias entre los ejes de los cilindros.

### En Le Mans y en monoplaza
También en competición con 1000 cm³, más prototipos y la Copa Alpine, se motorizan sus monoplazas de Fórmula 2 y 3, en los que resultó poco convincente. Tenía más alegría en la cilindrada de 1108 cm³ con culata hemiesférica y doble árbol de levas que se montaba de serie en la versión deportiva del R8 Gordini de 1964. Alimentado por dos grandes carburadores Solex 40, el motor de 1108 cm³ rendía 95 CV (70 kilovatios) SAE, alcanzando 170 km/h (106 millas por hora) y demostrando una explosividad innegable que le permitió equipar el Djet Matra y la Berlinetta Alpine (A110). El trabajo de preparadores como Ferry, Amédée Gordini y Mignolet hizo que la potencia subiese de 100 CV (74 kilovatios) a 120 CV (88 kilovatios) en la versión de 1296 cm³. La capacidad se incremento hasta 1.440/1530 cm³ y una potencia de 145 CV (107 kilovatios).
A finales de 1960, fue el motor instalado en los Renault de serie, tanto el R8 y R10 ampliamente difundidos en el momento, que también se fabricó en la factoría de FASA-Valladolid, España. A finales de 1966, para impulsar el nuevo R8 Gordini 1300, recibió una nueva actualización con distancia entre cilindros uniforme y un cigüeñal específico, esta vez cubicando 1255 cm³ y rindiendo 88 CV (65 kilovatios) DIN.

### A toda máquina
A finales de 1969 Renault lanzó R12, que tenía configuración de motor y tracción delantera. El "Cléon-Fonte" ahora conocido como "C " reanudó el servicio, revisado para admitir 1.289 cm³ y 54 CV (40 kilovatios) y una distancia uniforme entre los cilindros. A pesar de sus grandes cualidades de flexibilidad, no era lo suficientemente potente como para alimentar las versiones deportivas del R12 y Alpine A110. Con esta capacidad de 1289 cm³, se equipó el Renault Estafette, el R12 y el cupé R15 TL de 60 CV (44 kilovatios). Pero es el 956 cm³ el que volvió al trabajo montado en posición longitudinal con una nueva caja, primero bajo el capó del R6, y especialmente en el R5 TL. Este es el pequeño sedán que iba a representar a la marca del diamante en carrera. Para ello, Renault recomenzó el trabajo de Gordini 10 años antes, pero con un costo mucho menor. Llevando a 1.397 cm³ el "Cléon-fonte", con una nueva culata semiesférica y anunciado a 93 CV (68 kilovatios) en 1976 en el R5 Alpine antes de subir la potencia a 110 CV (81 kilovatios) en 1981 con el R5 Alpine Turbo. Mientras tanto, se había dotado al R4 GTL de 1108 cm³ ya que el modelo básico conservaba su antiguo "motor Billancourt" de 845 cm³ y 3 apoyos se vendiesen a la vez, pero con 956 cm³. Con 1397 cm³, con una culata normal, disponible en varias potencias, se colocó bajo el capó del R18 , que sucedió al R12. Es en esta cilindrada, pero colocado en posición transversal frontal, que volvió a ver la luz bajo el capó del R9, coche del año 1982 y su hermano el R11 y, a continuación, en el Super 5 en 1985.
Tanto el Renault 9 como Renault 11 son modelos muy importantes para Renault, ya que inauguran una nueva base técnica que se utilizara en muchos modelos posteriores. De hecho , el chasis se reutiliza para el Renault 19, el Megane 1 y la Scenic 1.  Derivando del Super 5, Express, Clio 1, Clio 2, Kangoo 1 y Twingo 2. Los Renault 9 y Renault 11 son los primeros coches en utilizar un motor Renault en posición transversal, lo que dará lugar a cajas de cambio JB que todavía equipan el Twingo 2. El "motor F" apareció en el Renault 9 y Renault 11 y llegan a equipar el Megane 3 F4RT especialmente con los Megane 3 RS.

### ¡400 CV!
A finales de 1980, gracias a un turbo grande, se llevó al "Cleón fonte" la impresionante potencia de 160 CV (118 kilovatios) a las ruedas traseras del espectacular R5 Turbo. Montado en la posición central trasera por primera vez, este 1397 cm³ se le acopló la gran caja de cambios del R30 TX. El R5 Turbo Rally participó en el grupo B y vio gradualmente su aumento de 200 CV (147 kilovatios) a 300 CV (221 kilovatios) alcanzando un máximo de 360 CV (265 kilovatios) con 1527 cm³ en 1985, antes de llegar a casi 400 CV (294 kilovatios) (385 CV (283 kilovatios) exactamente) en el año 1987 en las versiones de gira por el campeonato de superproducción. Un mecanismo que se benefició de la tecnología turbo del 1500 en la F1, incluyendo la inyección de agua en la admisión. Después de que el motor se les acoplara a los R19 y a los Clio 1 básicos, todo el mundo pensaba en la década de 1990 que este motor, no estaba tan mal adaptado a las normas de emisión y al catalizador. Sin embargo, vivió sus últimos días con la llegada del motor Energy.

### Final del camino
Cuando el Renault 14 fue lanzado en el 1976 se pensó que el motor Cléon-Fonte desaparecería, ya que este R14 estaba equipado con el "motor X" de la Sociedad Francesa de Mecánica común a Peugeot y Renault. Esta "hibridación" con el principal competidor fue mal percibida por los clientes y la red de servicio Renault de la época. Así, el Renault 9 y Renault 11 reemplazos del Renault 14, Renault vuelve a su clásico motor "Cléon-Fonte" que ya era considerado una antigüedad en la década de los '80. El Renault 9 da una segunda vida a este motor y es el primer coche que utiliza un motor Renault en posición transversal, de modo que el "Cléon-Fonte" se colocara por primera vez en posición transversal, acoplado a la caja de cambios JB.
Estaban a punto de enterrarlo definitivamente cuando el Twingo apuntó su mirada en el año 1993, que marca su regreso en este momento cubicando 1.239 cm³. Muchos periodistas reprocharon al Twingo utilizar este motor. El «motor Energy» del R19 y Clio, por su diseño con su culata hemisférica y el escape por el frente de la culata no cabía bajo el capó del pequeño Twingo. Dejó definitivamente sitio en 1996, al nuevo «motor D»  (Tipo D7F) de 1.149 cm³, más moderno. El motor D7F sustituyó al mismo tiempo al motor de 1.2 Cléon-Fonte del Twingo y al motor Energy 1.2 del Clio. El Cléon-Fonte siguió fabricandose por Dacia hasta finales de 2004 para equipar la Berlina derivada de R12.

## Renault Sport - Alpine - Gordini
Este motor se montó en la mayoría de los Renault deportivos de los años 1960, 70 y 80, preparados por Gordini, Alpine y Renault Sport
- Renault 8 Gordini
- Alpine A110
- Renault 5 LS
- Renault 5 TS
- Renault 5 Alpine
- Renault 5 Alpine Turbo
- Renault 5 Turbo y Turbo 2
- Renault 9 GTS
- Renault 9 Turbo
- Renault 11 Turbo
- Renault Super 5 GT Turbo
- Renault Super 5 TS

## Versiones

### C1C/689 (956 cm³)
El C1C/689 tiene una cilindrada de 956 cm³, con un diámetro de 65 mm (2,56 pulgadas) y una carrera de 72 mm (2,83 pulgadas). Su alimentación es vía carburación y no tienen catalizador, por lo que su normativa de anticontaminación está catalogada como Euro 0.
| Relación de compresión | Potencia máxima                    | Par motor        | Usos                              |
| ---------------------- | ---------------------------------- | ---------------- | --------------------------------- |
| 8.3:1                  | 34 CV (25,0 kilovatios) @ 5000 rpm | 64 Nm @ 2500 rpm | Renault 4                         |
| 8.5:1                  | 48 CV (35,3 kilovatios) @ 5200 rpm | 75 Nm @ 2500 rpm | Renault 8                         |
|                        | 47 CV (34,6 kilovatios) @ 5500 rpm | 64 Nm @ 3000 rpm | Renault 5                         |
| 9.25:1                 | 44 CV (32,4 kilovatios) @ 5500 rpm | 64 Nm @ 3500 rpm | Renault 5                         |
| 9.75:1                 | 42 CV (30,9 kilovatios) @ 5750 rpm | 63 Nm @ 3000 rpm | Renault Supercinco                |
| 9.5:1                  | 44 CV (32,4 kilovatios) @ 5500 rpm | 68 Nm @ 3500 rpm | Renault Floride Renault Caravelle |
| 8.5:1                  | 49 CV (36,0 kilovatios) @ 5200 rpm |                  | Alpine A110                       |

### C1E/688 (1108 cm³)
El C1E/688 tiene una cilindrada de 1108 cm³, con un diámetro de 70 mm (2,76 pulgadas) y una carrera de 72 mm (2,83 pulgadas). No tienen catalizador y su normativa de anticontaminación está catalogada como Euro 0.
| Versión | Relación de compresión | Potencia máxima                    | Par motor          | Alimentación                      | Usos                                                                             |
| ------- | ---------------------- | ---------------------------------- | ------------------ | --------------------------------- | -------------------------------------------------------------------------------- |
| 688     | 8.5:1                  | 46 CV (33,8 kilovatios) @ 4600 rpm | 84 Nm @ 2500 rpm   | Carburación                       | Renault 8 Renault 10 Renault Estafette                                           |
| 688     | 8.5:1                  | 84 Nm @ 3000 rpm                   | 84 Nm @ 2500 rpm   | Carburación                       | DAF 55                                                                           |
| 688     | 9.5:1                  | 46 CV (33,8 kilovatios) @ 5300 rpm | 76 Nm @ 3000 rpm   | Carburación                       | Renault 6                                                                        |
| 688     | 9.5:1                  | 45 CV (33,1 kilovatios) @ 4400 rpm | 84 Nm @ 2000 rpm   | Carburación                       | Renault 5                                                                        |
| 688     | 8.5:1                  | 47 CV (34,6 kilovatios) @ 5200 rpm | 75 Nm @ 2700 rpm   | Carburación                       | DAF 66 Volvo 66                                                                  |
| 688     | 8.5:1                  | 58 CV (42,7 kilovatios) @ 5500 rpm | 81 Nm @ 3000 rpm   | Carburador Weber de doble cuerpo  | Renault 8 Renault Caravelle                                                      |
| 688     | 10.0:1                 | 63 CV (46,3 kilovatios) @ 5600 rpm | 85 Nm @ 3500 rpm   | Carburación de doble cuerpo Solex | DAF 66                                                                           |
| 688     |                        | 70 CV (51,5 kilovatios) @ 6500 rpm | 84 Nm @ 4800 rpm   | Doble carburación de doble cuerpo | Matra Djet I                                                                     |
| C1E     | 9.5:1                  | 34 CV (25,0 kilovatios) @ 4000 rpm | 74 Nm @ 2500 rpm   | Carburación                       | Renault 4                                                                        |
| C1E     | 9.25:1                 | 47 CV (34,6 kilovatios) @ 5250 rpm | 80.4 Nm @ 2500 rpm | Carburación                       | Renault 7 Renault 9 Renault 11 Renault Express Renault Supercinco Renault Clio I |

### 804 (1108 cm³)
El 804 tiene una cilindrada de 1108 cm³, con un diámetro de 70 mm (2,76 pulgadas) y una carrera de 72 mm (2,83 pulgadas). No cuenta con catalizador, por lo que su normativa de anticontaminación está catalogada como Euro 0.
| Relación de compresión | Potencia máxima                    | Par motor        | Alimentación                                                  | Usos                                       |
| ---------------------- | ---------------------------------- | ---------------- | ------------------------------------------------------------- | ------------------------------------------ |
| 10.4:1                 | 95 CV (69,9 kilovatios) @ 6500 rpm | 98 Nm @ 4000 rpm | Doble carburación de doble cuerpo Solex 40PHH2 / Weber 40DCOE | Renault 8 Gordini Alpine A110 Matra Djet V |

### C1G (1237 cm³)
El C1G tiene una cilindrada de 1237 cm³, con un diámetro de 71,5 mm (2,81 pulgadas) y una carrera de 77 mm (3,03 pulgadas). No cuenta con catalizador, por lo que su normativa de anticontaminación está catalogada como Euro 0.
| Relación de compresión | Potencia máxima                    | Par motor        | Alimentación | Usos                                               |
| ---------------------- | ---------------------------------- | ---------------- | ------------ | -------------------------------------------------- |
| 9.25:1                 | 55 CV (40,5 kilovatios) @ 5250 rpm | 88 Nm @ 3000 rpm | Carburación  | Renault Supercinco Renault 9 Renault 11 Renault 19 |

### C3G (1239 cm³)
El C3G tiene una cilindrada de 1239 cm³, con un diámetro de 74 mm (2,91 pulgadas) y una carrera de 72 mm (2,83 pulgadas). Sí cuenta con catalizador y su normativa de anticontaminación está catalogada como Euro 1.
| Relación de compresión | Potencia máxima                    | Par motor        | Alimentación                             | Usos                                          |
| ---------------------- | ---------------------------------- | ---------------- | ---------------------------------------- | --------------------------------------------- |
| 8.8:1                  | 54 CV (39,7 kilovatios) @ 5300 rpm | 90 Nm @ 2800 rpm | Inyección monopunto Magnetti-Marelli 32B | Renault Twingo Renault Express Renault Clio I |

### 812 (1255 cm³)
El 812 tiene una cilindrada de 1255 cm³, con un diámetro de 74,5 mm (2,93 pulgadas) y una carrera de 72 mm (2,83 pulgadas). No cuenta con catalizador y su normativa de anticontaminación está catalogada como Euro 0.
| Relación de compresión | Potencia máxima                     | Par motor         | Alimentación                                   | Usos                                       |
| ---------------------- | ----------------------------------- | ----------------- | ---------------------------------------------- | ------------------------------------------ |
| 10.5:1                 | 103 CV (75,8 kilovatios) @ 6750 rpm | 117 Nm @ 5000 rpm | Doble carburación de doble cuerpo Weber 40DCOE | Renault 8 Gordini Alpine A110 Matra Djet 6 |

### 810 (1289 cm³)
El 810 tiene una cilindrada de 1289 cm³, con un diámetro de 73 mm (2,87 pulgadas) y una carrera de 77 mm (3,03 pulgadas). No cuenta con catalizador y su normativa de anticontaminación está catalogada como Euro 0.
| Relación de compresión | Potencia máxima                    | Par motor        | Alimentación                | Usos                                   |
| ---------------------- | ---------------------------------- | ---------------- | --------------------------- | -------------------------------------- |
| 8.5:1                  | 52 CV (38,2 kilovatios) @ 4800 rpm | 95 Nm @ 3000 rpm | Carburación                 | Renault 10                             |
| 8.5:1                  | 54 CV (39,7 kilovatios) @ 5250 rpm | 88 Nm @ 3000 rpm | Carburación                 | ARO 10.1                               |
| 8.5:1                  | 54 CV (39,7 kilovatios) @ 5250 rpm | 92 Nm @ 2500 rpm | Carburación                 | Renault 5 Renault 12 Renault Estafette |
| 10.0:1                 | 57 CV (41,9 kilovatios) @ 5200 rpm | 99 Nm @ 3000 rpm | Carburación de doble cuerpo | DAF 66 Volvo 66                        |
| 9.5:1                  | 60 CV (44,1 kilovatios) @ 5500 rpm | 96 Nm @ 3500 rpm | Carburación de doble cuerpo | Renault 12 Renault 15                  |
| 9.5:1                  | 64 CV (47,1 kilovatios) @ 6000 rpm | 92 Nm @ 3500 rpm | Carburación de doble cuerpo | Renault 5                              |

### C3J (1390 cm³)
El C3J tiene una cilindrada de 1390 cm³, con un diámetro de 75,8 mm (2,98 pulgadas) y una carrera de 77 mm (3,03 pulgadas).
| Relación de compresión | Potencia máxima                  | Par motor         | Alimentación        | Catalizador y normativa de anticontaminación | Usos                          |
| ---------------------- | -------------------------------- | ----------------- | ------------------- | -------------------------------------------- | ----------------------------- |
| 9.1:1                  | 60 CV (44 kilovatios) @ 4750 rpm | 100 Nm @ 3000 rpm | Inyección monopunto | No: Euro 0; Sí: Euro 1                       | Renault Supercinco Renault 19 |

### CxJ/84x (1397 cm³)
El CxJ tiene una cilindrada de 1397 cm³, con un diámetro de 76 mm (2,99 pulgadas) y una carrera de 77 mm (3,03 pulgadas). No cuentan con catalizador, por lo que su normativa de anticontaminación está catalogada como Euro 0.
| Versión | Relación de compresión | Potencia máxima                      | Par motor         | Alimentación                                        | Usos                                                          |
| ------- | ---------------------- | ------------------------------------ | ----------------- | --------------------------------------------------- | ------------------------------------------------------------- |
| C1J     | 8.25:1                 | 53 CV (39,0 kilovatios) @ 5250 rpm   | 105 Nm @ 3600 rpm | Carburación                                         | Renault Trafic                                                |
| C1J     | 9.25:1                 | 58,5 CV (43,0 kilovatios) @ 5250 rpm | 99 Nm @ 3000 rpm  | Carburación                                         | Renault 5                                                     |
| C1J     | 9.25:1                 | 60 CV (44,1 kilovatios) @ 5250 rpm   | 102 Nm @ 2500 rpm | Carburación                                         | Renault Supercinco Renault 9/11                               |
| C1J     | 9.25:1                 | 62 CV (45,6 kilovatios) @ 5500 rpm   | 100 Nm @ 3300 rpm | Carburación                                         | Aro 10.4                                                      |
| C1J     | 9.25:1                 | 63 CV (46,3 kilovatios) @ 5250 rpm   | 101 Nm @ 3000 rpm | Carburación                                         | Renault 5                                                     |
| C1J     | 9.25:1                 | 64 CV (47,1 kilovatios) @ 5500 rpm   | 103 Nm @ 3000 rpm | Carburación                                         | Renault 18                                                    |
| C1J     | 9.25:1                 | 68 CV (50,0 kilovatios) @ 5250 rpm   | 109 Nm @ 3000 rpm | Carburación                                         | Renault 9                                                     |
| C1J     | 9.25:1                 | 72 CV (53,0 kilovatios) @ 5750 rpm   | 106 Nm @ 3500 rpm | Carburación de doble cuerpo                         | Renault 9                                                     |
| C1J     | 8.25:1                 | 105 CV (77,2 kilovatios) @ 5500 rpm  | 162 Nm @ 2500 rpm | Carburación, turbo                                  | Renault 9 Turbo Renault 11 Turbo                              |
| C1J     | 7.9:1                  | 115 CV (84,6 kilovatios) @ 5750 rpm  | 165 Nm @ 3000 rpm | Carburación, turbo, intercooler                     | Renault Supercinco GT Turbo Renault 9 Turbo Renault 11 Turbo  |
| C1J     | 7.9:1                  | 120 CV (88,3 kilovatios) @ 5750 rpm  | 165 Nm @ 3750 rpm | Carburación, turbo, intercooler                     | Renault Supercinco GT Turbo                                   |
| C2J     | 9.25:1                 | 72 CV (53,0 kilovatios) @ 5750 rpm   | 104 Nm @ 3500 rpm | Carburación de doble cuerpo                         | Renault Supercinco                                            |
| C2J     | 9.25:1                 | 68 CV (50,0 kilovatios) @ 5250 rpm   | 104 Nm @ 3500 rpm | Carburación de doble cuerpo                         | Renault Supercinco Renault 21 Renault Express Volvo Serie 300 |
| 840     | 10.0:1                 | 93 CV (68,4 kilovatios) @ 6400 rpm   | 114 Nm @ 4000 rpm | Carburación de doble cuerpo Weber 32                | Renault 5 Alpine                                              |
| C6J C7J | 8.6:1                  | 110 CV (80,9 kilovatios) @ 6000 rpm  | 149 Nm @ 4000 rpm | Carburación de doble cuerpo, turbo Garrett T3       | Renault 5 Alpine Turbo                                        |
| C6J C7J | 7.0:1                  | 160 CV (117,7 kilovatios) @ 7000 rpm | 210 Nm @ 3250 rpm | Inyección multipunto, turbo Garrett T3, intercooler | Renault 5 Turbo 1 Renault 5 Turbo 2                           |

## Diferentes cilindradas

### El Cilindradas más común
| tipos de motor | 689 - C1C             | 688 - 804 * - C1E     | C1G                     | C3G                   | 812                     | 810 - C1H             | 804 *                   | C3J                     | 840 - 847 - C1J - C2J - C3J - C6J - C7J | C7K                   |
| -------------- | --------------------- | --------------------- | ----------------------- | --------------------- | ----------------------- | --------------------- | ----------------------- | ----------------------- | --------------------------------------- | --------------------- |
| Cilindrada     | 956 cm³               | 1108 cm³              | 1237 cm³                | 1239 cm³              | 1255 cm³                | 1289 cm³              | 1296 cm³                | 1390 cm³                | 1397 cm³                                | 1430 cm³              |
| Diámetro       | 65 mm (2,56 pulgadas) | 70 mm (2,76 pulgadas) | 71,5 mm (2,81 pulgadas) | 74 mm (2,91 pulgadas) | 74,5 mm (2,93 pulgadas) | 73 mm (2,87 pulgadas) | 75,7 mm (2,98 pulgadas) | 75,8 mm (2,98 pulgadas) | 76 mm (2,99 pulgadas)                   | 76 mm (2,99 pulgadas) |
| Carrera        | 72 mm (2,83 pulgadas) | 72 mm (2,83 pulgadas) | 77 mm (3,03 pulgadas)   | 72 mm (2,83 pulgadas) | 72 mm (2,83 pulgadas)   | 77 mm (3,03 pulgadas) | 72 mm (2,83 pulgadas)   | 77 mm (3,03 pulgadas)   | 77 mm (3,03 pulgadas)                   | 79 mm (3,11 pulgadas) |

 * 1108 cm³ Gordini y 1296 cm³ Gordini tienen la distinción de tener los mismos tipos de motores :  804  , a pesar de la diferencia en el desplazamiento. Estos dos motores equiparán Renault 8 Gordini y Alpine A110. 

### Las versiones más raras de las cilindradas
| tipos de motor  | Cilindrada | Diámetro                | Carrera                 | Observación                             |
| --------------- | ---------- | ----------------------- | ----------------------- | --------------------------------------- |
| 813 *           | 852 cm³    | 61,4 mm (2,42 pulgadas) | 72 mm (2,83 pulgadas)   | España (Fasa-Renault) R4 F4 (1972-1976) |
| M1000           | 1022 cm³   | 65 mm (2,56 pulgadas)   | 77 mm (3,03 pulgadas)   | Argentina                               |
| 850             | 1037 cm³   | 67,7 mm (2,67 pulgadas) | 72 mm (2,83 pulgadas)   | España (Fasa-Renault) R7, R5 y R6       |
| M1100           | 1118 cm³   | 68 mm (2,68 pulgadas)   | 77 mm (3,03 pulgadas)   | Argentina                               |
|                 | 1185 cm³   | 70 mm (2,76 pulgadas)   | 77 mm (3,03 pulgadas)   | Dacia                                   |
|                 | 1250 cm³   | 71,9 mm (2,83 pulgadas) | 77 mm (3,03 pulgadas)   | Australia (R12)                         |
|                 | 1341 cm³   | 71,5 mm (2,81 pulgadas) | 83,5 mm (3,29 pulgadas) | Ford Brasil                             |
|                 | 1372 cm³   | 75,3 mm (2,96 pulgadas) | 77 mm (3,03 pulgadas)   | Ford Brasil                             |
|                 | 1434 cm³   | 77 mm (3,03 pulgadas)   | 77 mm (3,03 pulgadas)   | Préparation 1440 - R12 & Alpine         |
|                 | 1527 cm³   | 77 mm (3,03 pulgadas)   | 82 mm (3,23 pulgadas)   | R5 Maxi-Turbo                           |
|                 | 1555 cm³   | 77 mm (3,03 pulgadas)   | 83,5 mm (3,29 pulgadas) | Ford Brasil                             |
|                 | 1557 cm³   | 77 mm (3,03 pulgadas)   | 83,6 mm (3,29 pulgadas) | Dacia                                   |
| C1L - C2L - C3L | 1565 cm³   | 77 mm (3,03 pulgadas)   | 84 mm (3,31 pulgadas)   | Argentina                               |
|                 | 1578 cm³   | 76 mm (2,99 pulgadas)   | 87 mm (3,43 pulgadas)   | Dacia                                   |

## Sustituto
El motor Cléon-Fonte evolucionó en el motor Energy, que apareció en el Renault 19. La base es la misma, pero que adoptó un cabezal del árbol de levas impulsado por una correa de distribución dentada. El "Energy" de 1390 cm³ y el Cléon-Fonte de 1390 cm³ tienen los mismos calibre y carrera.
El motor Energy evoluciona en el motor K que aparecerá en el Megane 1. La principal modificación del motor K es el cilindro mecanizado en el bloque, ya que este motor tiene camisas extraíbles.

## Otras marcas
El motor Cléon-Fonte no solamente se montó en coches de la Renault, también autos de las marcas Alpine, Matra y Dacia lo usaron, y en tanto que se iba licenciando a otras de sus plantas de producción, otros fabricantes también lo fueron instalado, así es que coches de las marcas Volvo, DAF, ARO, y así mismo varios modelos de la Ford y Volkswagen en Brasil usaron éste propulsor (el Ford Del Rey y el Volkswagen Passat de primera generación) portan este reputado propulsor. En dicho país, el motor fue estrenado como resultado de las fallidas negociaciones entre Renault y la Willys Overland do Brasil, las cuales luego fueron asumidas por Ford Motor do Brasil, tras haber adquirido esta última el paquete accionario de Willys. El resultado fue la creación del Ford Corcel, sobre la base del "Proyecto M" que luego dio vida al Renault 12, y el equipamiento de este coche con el motor Cléon-Fonte, que en Brasil pasó a denominarse Ford CHT.